# MFO
A Multinational Force and Observers (MFO) (magyarul Többnemzetiségű Erők és Megfigyelő) az 1979-es Camp David-i békeszerződés ellenőrzésére Egyiptom, Izrael és az Egyesült Államok által 1981. augusztus 23-án létrehozott független nemzetközi békefenntartó erő.

## Felépítése
Az MFO közel 2000 fős létszáma 10 ország katonai kontingenséből (Ausztrália, Kanada, Kolumbia, Fidzsi-szigetek, Franciaország, Olaszország, Új-Zéland, Norvégia,  Uruguay, Amerikai Egyesült Államok), valamint két ország (Nagy-Britannia és Egyiptom) kiszolgáló személyzetéből tevődik össze.
Az MFO Főigazgatósága Rómában van. A Főigazgatónak van egy képviselője Kairóban és Tel-Avivban is.
Magyar erők 1995-től 2015-ig vettek részt az MFO munkájában, 41 fővel.

## Külső hivatkozások
- MFO – Hivatalos oldal